# Слідопити Півночі
Слідопити Півночі (англ. Rangers of the North) — нащадки дунедайнів загиблого Північного королівства Арнор. Займались охороною заселених земель (після падіння столиці Артедайну міста Форност заселеними залишились Брі з підлеглими йому селищами, гобітський Шир та власні поселення Слідопитів у Рудаурському Куті). Живучи в суворих умовах збезлюдненого краю, Слідопити мусили добре володіти луками, списами та мечами.

У Сильмариліоні Слідопити Півночі описуються як дивний люд, який крадькома блукав нетрями, — розпорошені люди,
"котрі не знали, ні де їхня домівка, ні чому вони мандрують, ані свого родоводу, про який пам'ятали лише в Імладрісі, в домі Елронда. Проте впродовж багатьох людських поколінь нащадки Ісілдура дбайливо плекали уламки Нарсіла, і їхня лінія — від батька до сина — ніколи не переривалася. 

## Опис Слідопитів та способу їх життя
Подібно до інших вигнанців Слідопити Півночі були високі, темноволосі, з сірими очима. У житті, вигляді, одязі Слідопити були суворі й замкнуті. Одягнені в шоломи та лати, озброєні щитами, списами, луками та стрілами. Переважно були пішими, проте добре їздили на конях схожих на роганських, котрі підкорялися їм беззаперечно.
Одягалися Слідопити у одяг маскувального темно-сірого, сіро-жовтого, зеленого та коричневого кольору, що робило їх непомітними для ворога серед довколишнього середовища. У «Сірих дружинників» Арагорна ІІ були довгі сірі плащі, що застібувалися на фібулу у вигляді Зірки Північного королівства.
Як і Слідопити Ітілієну, Слідопити Півночі розмовляли переважно на синдарині, хоч при розмові зі сторонніми використовували вестрон. Серед усіх нащадків нуменорців дунедайни Півночі більше всіх зберегли здібності предків — довготривалість життя та вміння передбачати.

Мешканці Брі та інших «цивілізованих» країв не довіряли Слідопитам, вважаючи їх звичайними волоцюгами. Вони навіть не здогадувалися хто саме оберігає їхній спокій. На раді у Рівенделлі вождь Слідопитів Півночі Арагорн ІІ так оцінював роль своїх людей у обороні й охороні північних земель:
Не Вороже воїнство — Безіменний Страх розігнав би мешканців півночі та заходу, якби арнорці не мандрували диким краєм, без відпочинку борючись з Темними Силами. Скажи, хто б відчував себе спокійно — навіть за стінами свого житла, у найвіддаленіших і мирних країнах, — якби примарні піддані Мордору безперешкодно проникали у західні землі? Хто б відважився мандрувати? Та коли злісових гущавин, з трясовинних боліт чи імлистих ущелин виповзають темні союзники Мордору, їх незмінно зустрічають арнорці, і вони відступають за Попелясті гори. 
А ми не вимагаємо навіть слів подяки. Мандрівники підозріло дивляться на нас, міщани і сільські мешканці Середзем'я з презирливим співчуттям називають нас бродягами… Зовсім недавно один товстун, що живе по сусідству з такими істотами, що, почувши про них, він помер би від страху, назвав мене — не бажаючи образити! — Колобродом… він не знає навіщо ми блукаємо, і поблажливо жаліє неприкаяних мандрівників. Та нам не треба його подяка. Він, подібно всім його родичам і сусідам, живе спокійно, мирно і щасливо — ось що «скитальці» вважають нагородою. 

## Історія
У 1975 році Третьої Епохи після загибелі останнього короля Артедайну Арведуї у водах Форохельської затоки Північне королівство загинуло остаточно. Незважаючи на те що війська ельфів Ліндону, гондорців генерала Еарнура і вцілілі рештки армії Артедайну вибили Короля-Чаклуна з Форноста і знищили Ангмар, сил на відродження держави в дунедайнів Півночі вже не було.
Вцілілі арнорці, котрих залишилося дуже мало, стали народом мандрівників. Першим їхнім вождем був Ара́нарт, син Арведуї, що продовжував рід наслідників Еленділа. Його син Ара́гел (всім синам вождів надавали імена з приставкою «Ар-», що означало їх претендування на землі колишнього королівства Арнор) виховувався в Рівенделлі, як і усі сини вождів. Там зберігались реліквії королівського дому: перстень Барагіра, піхви Нарсіла та скіпетр королів Півночі, що до того належав їхнім предкам — правителям міста Андуніе на заході Нуменору і був вивезений Еленділом.

### Вожді Слідопитів Півночі
- Аранарт (англ. Aranarth, ?—2106 Т. Е.) — старший син Арведуї. Під час розорення Артедайну ангмарцями разом з залишками війська відступив за Сині гори в Ліндон. Попросив Кірдана Корабела допомогти Арведуї. Кірдан відправив корабель на північ до Форохельської затоки, який однак назад не повернувся. Згодом стало відомо, що корабель був розчавлений кригою і затонув разом з Арведуї на борту. Аранарт очолював залишки війська, що разом з гондорцями Еарніла та ельфами з Ліндона вибило ангмарців з Форноста і змусило тікати Короля-Чаклуна. Об'єднані сили людей ельфів (за деякими даними там також був загін гобітів з Ширу) знищили королівство Анґмар.

Дунедайни що вціліли у війні починають охорону земель Еріадору. При Аранартові в Ширі обирають першого тайна — Староцапа з Багнищ. Балрог вбиває короля Наїна І, гноми покидають Кгазад-Дум, що відтоді називається Морією (Чорною Безоднею).
У 2063 р. Гандальф вперше з'являється в Дол-Гулдурі і Саурон тікає на схід. Починається Пильний Мир, коли напади прислужників Ворога були рідкістю.
- Арагаел (р. н. невід. — 2177) — успадкував від батька титул вождя. При ньому кількість дунедайнів трохи зросла. Однак їх усе одно залишалось мало для відродження Артедайну чи тим більше Арнору, тож більша частина Еріадору все одно залишається пусткою.
- Арануїр (р. н. невід. — 2247) — успадкував титул вождя після смерті батька у 2177 р.
- Аравір (р. н. невід. — 2319) — успадкував титул вождя у 2247 р. При ньому Пильний мир поступово починає сходити нанівець.
- Араґорн І (р. н. невід. — 2327) — при ньому в Еріадор починають проникати вовки та інші лиходійські тварюки. Арагорн І був загризений вовками. На честь свого героїчного предка був названий Арагорн ІІ.
- Араґлас (р. н. невід — 2455) — в його час Ізумбрас І стає тринадцятим таном Ширу і першим таном з роду Туків. Старобаки з частиною населення Марів заселяють лівий берег Брендівіна і засновують Бекланд.
- Арагад І (р. н. невід — 2523) — при ньому в 2460 р. Пильний Мир закінчується, оскільки Саурон повернувся в свій замок у Дол — Гулдурі (однак про це тоді ніхто не знав). Орки проникають в Еріадор. У 2509 р. дружина Елронда Келебріень потрапила в орочу засідку по дорозі до Лоріена. Уся свита Келебріень загинула, відбиваючи атаку орків, а саму її захопили в полон і катували. Сини Елладан та Елрохір розшукали і звільнили її, але тортури і рана від отруйної стріли не минули безслідно. Елронд зцілив її тіло, але душі вилікувати не зміг. Наступного року вона відпливла за Море.
- Араґост (р. н. невід. — 2588) — при ньому в Еріадорі було відносно спокійно, оскільки увага Ворога була прикута до Гондору і нової держави Роган, що постала у 2510 р., після розгрому Еорлом Юним балкотів — останньої великої навали східнян до початку Війни Персня.
- Араворн ( р. н. невід — 2654) — протягом його правління продовжувались напади орків та вовків, оскільки сила Саурона поволі зростала.
- Арагад ІІ (р. н. невід. — 2719) — у його час гобіти процвітали під опікою Слідопитів Півночі. У Південній Четі Тобольд Хорнбольд посадив люлькове зілля. В Ширі правив Ізенгрім ІІ, що став будувати Великі Сміали.
- Арассуїл (р. н. невід — 2784) — в час його правління орки вдерлись в Еріадор і сини Елронда пліч о пліч бились зі Слідопитами Півночі проти орчих банд. Проте одна з орд дісталась Північної Четі Ширу, де була розгромлена ополченням гобітів на чолі з меншим сином тана Бандобрасом Туком. Довга Зима 2758—2759 років забрала життя багатьох гобітів та людей Еріадору. Гандальф та Слідопити Півночі приходять на допомогу гобітам Ширу.
- Араторн І (р. н. невід. — 2848) — при ньому Трор пішов до Морії і був убитий там орком Азогом. У 2793 р., як відплата за Трора, почалась війна гномів і орків, що завершилась перемогою гномів у битві в Нандухіріоні біля Воріт Морії у 2799 р. Після цього в Еріадорі на довгі роки запанувала тиша, виключення становили сутички з окремими орками, що тікали від гномів. Загинув у сутичці із зграєю вовків.
- Аргонуї (р. н. невід — 2912) — в епоху його володарювання Гандальф проник у Дол — Гулдур і виявив, що його господарем дійсно є Саурон, а не один зназгулів як стверджував Саруман. У підземеллі замку він знайшов помираючого короля гномів Трайна ІІ з роду Дьюріна. Він віддав магові карту і ключ від Еребора, з проханням передати їх синові. У 2850 р., на зібранні Білої Ради Гандальф закликав атакувати Дол — Гулдур, однак Саруман вважав це необов'язковим: адже, як він заявив, Єдиний Перстень втрачено безповоротно, а без ньогоСаурон ніколи не досягне колишньої міці. У 2980 р. в родині Бунго Беггінса і Беладонни Тук (дочки Геронтіуса Старого Тука) народився Більбо Беггінс. Наприкінці правління Аргонуі почалась Люта Зима і білі вовки вдерлись до Еріадора, з півночі, при цьому деякі з них перейшли через замерзлий Брендівін до Ширу.
- Арадор (р. н. невід — 2930) — на початку його правління після Лютої Зими повінь спустошила Енедвайт та Мінгіріат. Останні мешканці покинули місто Тарбад, що було остаточно зруйноване повінню. Загинув від рук гірських тролів на північ від Рівенделлу.
- Араторн ІІ (р. н. невід — 2933) — взяв за дружину Гілраень Прекрасну, дочку Дірхаела, нащадка Аранарха. Дірхаел був проти цього шлюбу, бо Гілрань була ще юна і не досягла шлюбного віку.

«А крім того, — говорив він — Араторн — муж суворий та зрілий. Він стане вождем швидше ніж думають люди, але відчуваю я, що недовгим буде строк його життя.» Так воно і сталося. Через два роки після весілля та народження сина Арагорна Араторн ІІ загинув у бою з орками.
- Араґорн ІІ (2931—120 Ч. Е.) — шістнадцятий вождь Слідопитів. В молодості багато мандрував по Середзем'ю. Служив під прапорами короля Рогану Тенгеля та намісника Гондору Ектеліона ІІ (відомий під ім'ям Торонґіл — «Зоряний Орел», на чолі флоту здійснив напад на Умбар і вбив Капітана Корсарів). Добре володів синдарином і квенья, рогірік, можливо також мовами східнян і гарадримів, оскільки також бував у Гараді та Руні. У 3018 — 3019 рр. супроводжував хранителів персня. Брав участь у битві при Горнбурзі (Гельмів Яр). Пройшов Шляхом Мертвих і закликав духів вимерлого народу клятвопорушників іти за ним і битися. На чолі армії мертвих дійшов до Пеларгіра і розбив флотилію піратів Умбара, що готувалась атакувати Мінас-Тіріт. Потому він відпустив армію мертвих, вважаючи обітницю виконаною. На відбитому флоті піратів дістався до столиці Гондору, де лікував Фарамира, Меррі та Еовін, а також інших поранених від рук назгулів. Очолював похід гондорців та рогіримів до Мораннону, де вони стали свідками падіння Саурона і бились з рештками його воїнства. Після перемоги був коронований як король Возз'єднаного королівства Арнору і Гондору. Одружився з Арвен, дочкою Елронда Напівельфа, з'єднавши, таким чином, дві гілки роду Еаренділа — нащадків Елронда та Елроса, до роду якого належав Арагорн у 60 поколінні . Прожив 190 років, довше ніж будь — який з роду королів дунедайнів з часів Арвегіла. У Арагорні Елесарі відродилася гідність давніх королів. Син Арагорна Елдаріон успадкував королівство[3].

## Участь Слідопитів у Війні Персня
Слідопити першими стали на шляху в назгулів біля Сарнського броду, намагаючись не пустити їх у Шир. Однак переважна більшість тих хто обороняв брід була знищена, а вцілілі — розсіяні по нетрях. Під час війни рогірімів з сарумановими орками та їх союзниками дунгарцями з Півночі разом із синами Елронда прибув загін з тридцяти чоловік на чолі з Гальбарадом (Сіра дружина). Вони зустрілися з Арагорном біля Ізенських бродів, а у Пеларгірі разом з армією мертвих захопили флот умбарських піратів і відплили на ньому, до Пеленорських полів, де Гальбарад загинув. Інші Слідопити супроводжували Арагорна у поході військ Гондору та Рогану до Мораннону. В зв'язку з походом Слідопити були змушені зняти охорону кордонів Ширу, що посприяло окупації країни сарумановими слугами.
Після перемоги над Сауроном та коронації Арагорна Слідопити Півночі стали знаттю відродженого королівства Арнор, що перебувало у династичній унії з Гондором.